# Joypad (журнал)
Joypad — французский ежемесячный журнал, посвященный видеоиграм для консолей. Издавался Yellow Media в 1991—2011 годах.
Аудитория в 2004 году достигла 28 500 читателей. В 2009 году аудитория снизилась до 8 500 читателей, а за несколько месяцев до закрытия журнала упала до 5 000 читателей.

## История
В июне 2007 года Joypad, в то время издаваемый французским филиалом английского издателя Future Publishing (теперь самостоятельный издатель Yellow Media) подписывает соглашение об обмене данными с британским журналом Edge, также издаваемым Future, и с тех пор распространяет приложение, содержащее переведенные статьи Edge. В тот же день Joypad принимает новую формулу и новую визуальную идентичность с логотипом с графикой, аналогичными Edge .
Бывшие члены редакционной команды Joypad в феврале 2007 года запустили веб-сайт Gameblog, посвящённый видеоиграм.
Распространение журнала было прекращено в сентябре 2011 года после выхода 222 номеров по экономическим причинам. Это решение, как и аналогичное решение по журналу PSM3, было принято издателем Yellow Media.